# Florida-Knochenhecht

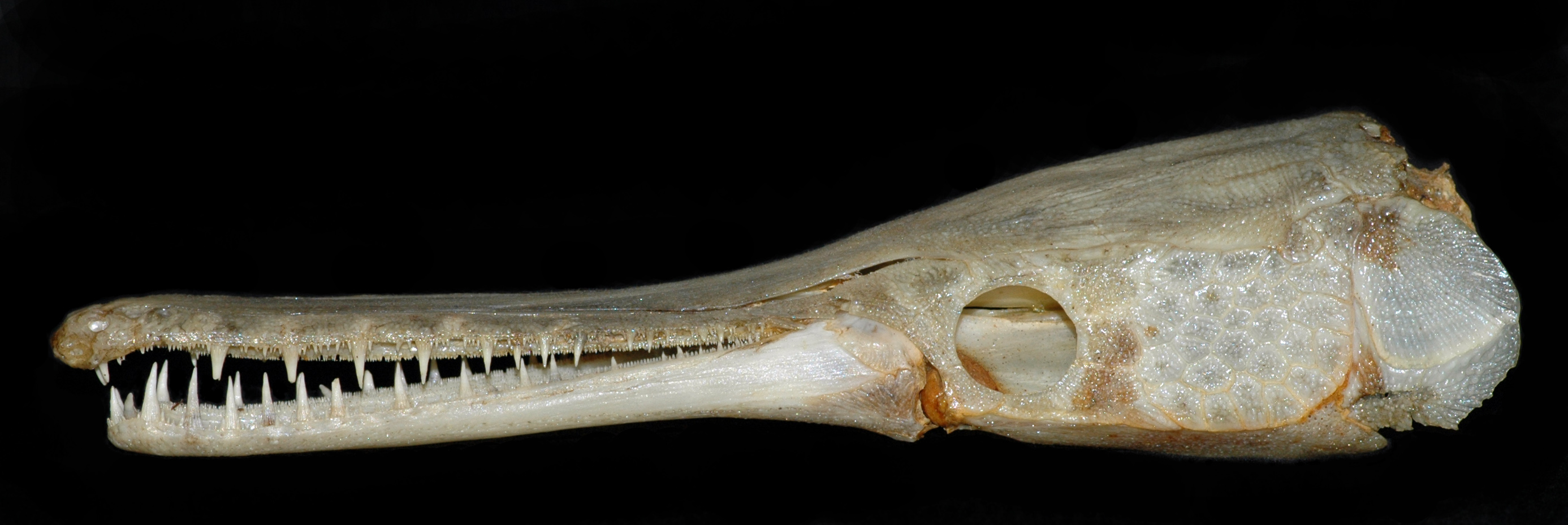
Schädel eines Florida-Knochenhechts

Der Florida-Knochenhecht (Lepisosteus platyrhincus) ist eine Fischart aus der Familie der Knochenhechte (Lepisosteidae). Die Art kommt in Süßgewässern Floridas sowie darüber hinaus in den Einzugsbereichen des Savannah River und des Ochlockonee River und in Küstengewässern um Florida herum vor.

## Merkmale
Der Florida-Knochenhecht weist wie alle Knochenhechte einen annähernd zylindrischen, mit Ganoidschuppen gepanzerten Körper, zu einer Schnauze verlängerte Kiefer, eine weit hinten sitzende Rücken- und Afterflosse sowie tief am Körper ansitzende Brust- und Bauchflossen auf. Die Art erreicht eine maximale Länge von etwa 1,30 Metern und ein Höchstgewicht von 9,6 kg. Die Schnauze ist etwa fünf- bis zehnmal so lang wie breit und bei weiblichen Tieren allgemein länger. Diese werden auch größer als die Männchen. Die Färbung ist variabel. Der Körper ist am Rücken meist olivbraun bis dunkelbraun, wird zu den Flanken hin heller bis zum weißlichen Bauch. Der Körper weist eine Reihe dunkler Flecken auf, die bei den langschnäuzigeren Individuen rund, bei den kurzschnäuzigeren unregelmäßig oder balkenförmig sind. Die unpaarigen Flossen sind ebenfalls gefleckt, während die paarigen Brust- und Bauchflossen häufig dunkel gefärbt sind. Rücken- und Afterflosse weisen sieben bis acht Weichstrahlen auf, die Brustflossen neun bis elf, die Bauchflossen sechs und die heterozerke Schwanzflosse 12 bis 13. Die Kiemenreuse ist 19 bis 33, meist 25-zählig. Entlang der Seite liegen 54 bis 59 Ganoidschuppen.
Vom Gemeinen Knochenhecht (Lepisosteus osseus) unterscheidet sich die Art durch die deutlich kürzere Schnauze, vom Gefleckten Knochenhecht (Lepisosteus oculatus) durch das fehlen von knöchernen Platten auf der Bauchseite.

## Lebensweise
Der Florida-Knochenhecht bevorzugt langsam fließende Tieflandgewässer mit sandigem oder schlammigem Grund und Pflanzenbewuchs. Im Sommer lassen sich die Tiere häufig direkt an der Wasseroberfläche treiben, im Winter ziehen sie sich in tiefere Regionen zurück. Bei niedrigem Sauerstoffgehalt des Gewässers nutzen sie die Schwimmblase als Atmungsorgan. Erwachsene Tiere ernähren sich von Fischen und Krustentieren, die vorwiegend nachts aber auch tagsüber in Gruppen aus zwei bis zehn Tieren gejagt werden.
Laich wird von März bis September an Wasserpflanzen abgelegt. Die Larven saugen sich mit einem Saugnapf an der Schnauzenspitze an Wasserpflanzen oder anderen Strukturen fest, bis der Dottervorrat aufgebraucht ist. Jungtiere ernähren sich, je nach Größe, von Zooplankton, Insekten oder kleinen Fischen.